# ナガボテンツキ
ナガボテンツキ Fimbristylis longispica Steud. var. longispica はカヤツリグサ科の植物の1つ。海岸の汽水域に生え、細長い小穂をあまり多くない数つける。この類ではかなり大きくなる。

## 特徴
多年生の草本。茎は背丈が40～80cmに達する。基部は肥厚して塊状になっており、緑色をしている。葉は幅が2～4mmほどで、先端は急に尖り、基部の鞘は褐色に色づく。
花期は8～10月。花茎は直立しているが、果実の成熟する頃にはやや垂れる。花序は花茎の先端に生じ、2～3回の分枝をした散形花序で、その長さは4～8cm程になる。花序の基部から出る苞は2～5個ついており、葉身部がよく発達して、特に長いものは花序を大きく越えて時に30cmにもなる。小穂は細長くて狭長楕円形をしており、長さは7～15mm、幅は3～4mmにもなり、褐色で多少とも光沢があり、先端は尖っている。小穂の鱗片は広卵形で長さ3.5～4mm、先端は鈍く尖っており、地色は褐色だが背面にある3本の脈は緑色をしており、その先端が突き出している。痩果は倒卵形で断面は凸レンズ状で基部には柄がある。色は始めは黄緑色だが熟すと褐色になり、またその表面は光沢があり、個々には四角形に近い形の網目状の紋がある。花柱と柱頭には大きく角度を持って伸びる毛がある。柱頭は2つに割れる。
和名は長穂テンツキの意で、花穂が長いことによると牧野原著(2017)にあるが、大橋他編(2015)にはテンツキより小穂が長いため、とある。

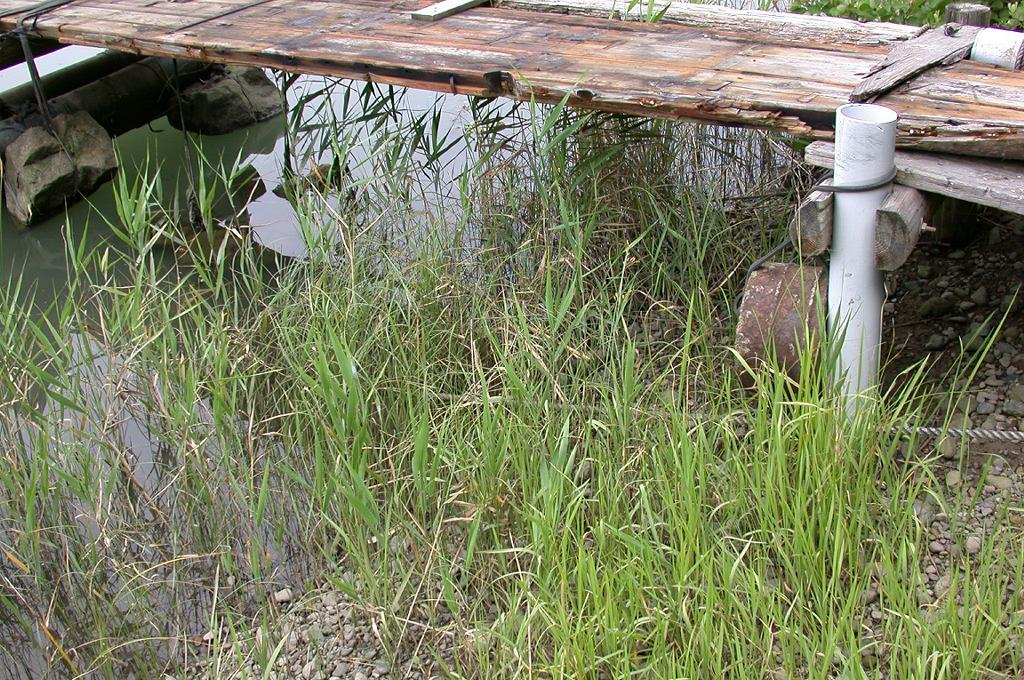
生育地の様子
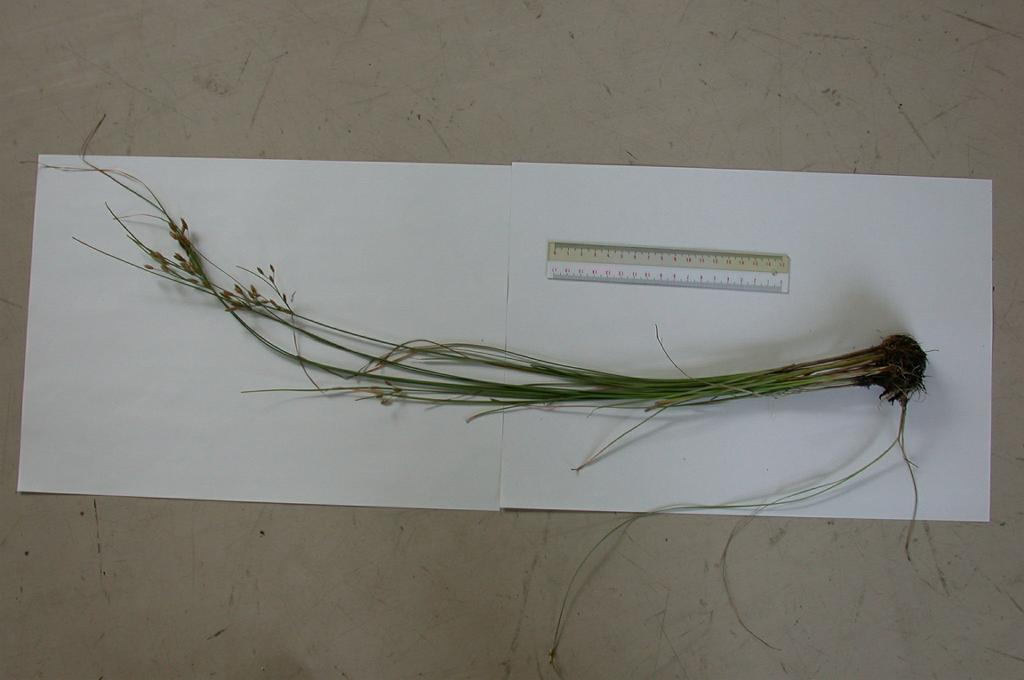
植物全体
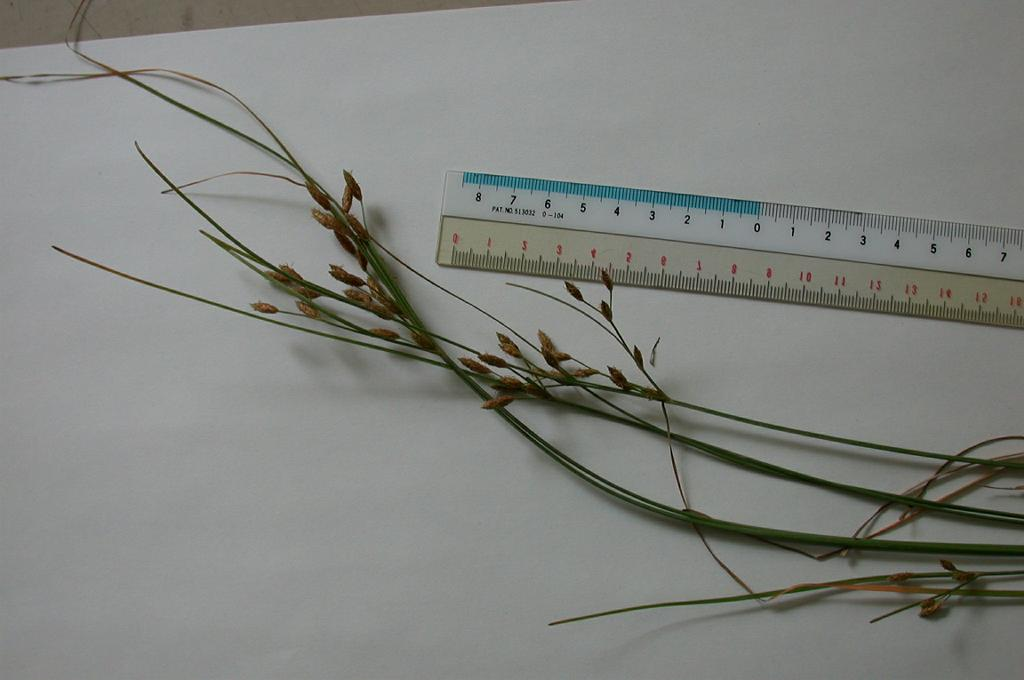
花茎の先端付近
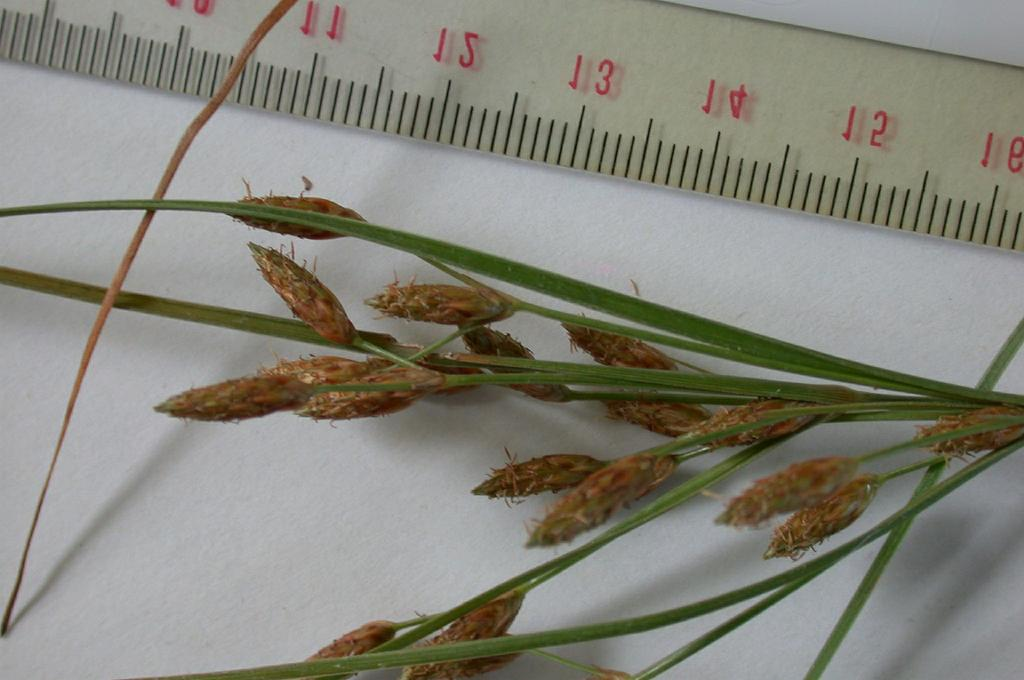
花序の拡大像
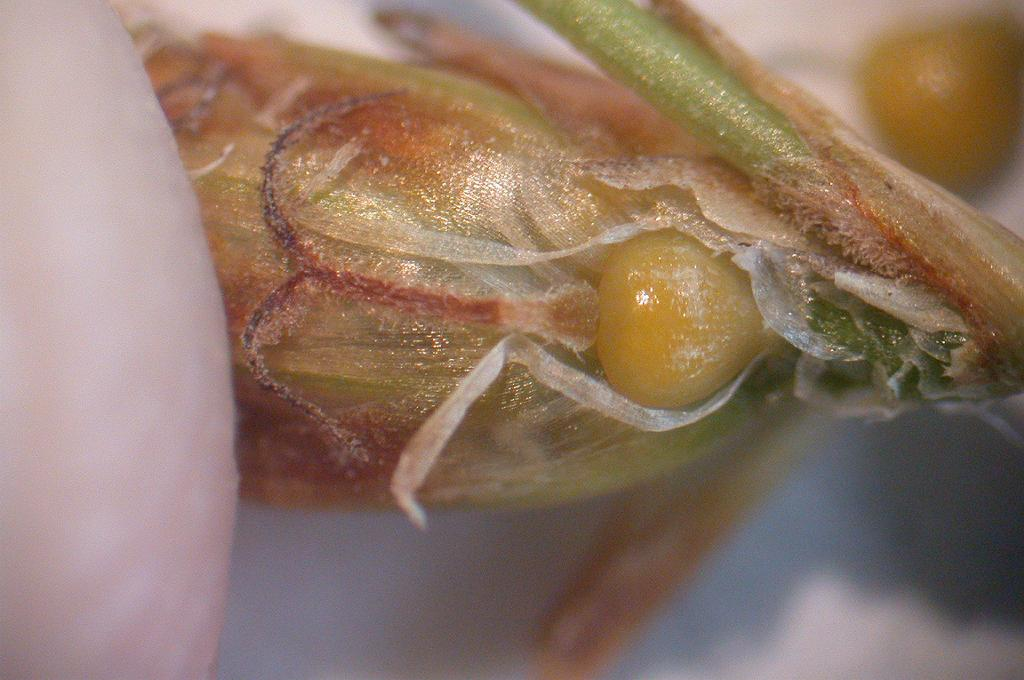
鱗片を外して果実の様子を示す

## 分布と生育環境
日本では本州から九州にあり、国外では朝鮮半島と中国から知られる。また後述のように変種は小笠原諸島に分布する。
海岸に生育する。入り江や河口域の汽水性の半塩性湿地に生育する。

## 分類、類似種など
テンツキ属は世界に約200種、日本には26種と少々の変種があるが、多くは小型の植物で背丈が50cmに達するものは多くない。しかし外形にははっきりした特徴が少なく、種の判断は鱗片を外して痩果や柱頭などの特徴を見る必要がある。本種の場合、花柱が扁平で先端は2つに裂けており、痩果は黄褐色に熟して、その表面に格子状の紋があることが特徴として挙げられる。このような点でよく似ているのは無印のテンツキ F. dichotoma だが、この種は本種より一回り小さくて背丈は50cm程度まで、小穂は長さ5～8mmにしかならない。また本種では全体に無毛であるのに対してこの種では有毛で、ただしその生え方には変異があって毛の少ないものもあるが、少なくとも葉鞘の上の端には毛がある。またこの種は水湿地に出現するものの海水の影響のある場所にはまず出現しない。分子系統の解析でも本種とこの種が近縁であることが（一応は）示されている。
海岸性のこの属のものも幾つかあるがシオカゼテンツキ F. cymosa、ビロードテンツキ F. sericea の2種は根出葉をロゼット状に展開する小型の種である。イソヤマテンツキは岩礁に出ることもあるが河口域にも出現し、その点で本種とは生育環境が似ており、本種ほど大きくはならないが形態的にもやや似ている。この種の変種となるシマテンツキはさらに大きくなるが、根出葉の葉身が退化する。これらと本種との判別は痩果を見れば明らか（この種では黒褐色に熟し、表面は滑らかで格子状の紋はない）だが、生育環境としても本種が汽水域に出るのに対してこの種は淡水の影響のない場所に出るとも言う。
なお、本種は日本のカヤツリグサ科を総まとめにした書籍である星野他(2011)に掲載されていない。理由は不明ながら不憫なことである。

### 下位分類
次の2変種がある。
- var. boninensis ムニンテンツキ
- var. hahajimensis ハハジマテンツキ

どちらも小笠原諸島に固有のもので、前者は小穂を密生してつける特徴があり、後者は母島特産で全体に繊細な形をしている。

## 保護の状況
環境省のレッドデータブックでは取り上げられていないが、都府県別では神奈川県、石川県、愛知県、三重県、和歌山県、兵庫県、徳島県、愛媛県、宮崎県で絶滅危惧I類、宮城県、千葉県、佐賀県で絶滅危惧II類、高知県、大分県、鹿児島県で準絶滅危惧の指定があり、また東京都と大阪府では情報不足とされている。河口域などを生育地としているために護岸工事などによって生育環境が破壊されることによる影響が懸念されている。